# تپه بزازنا
تپه بزازنا مربوط به عصر مس - عصر مفرغ - عصر آهن - هزارهٔ ۴ تا ۵ قبل از میلاد است و در شهرستان بروجرد، بخش مرکزی، دهستان شیروان، روستای بزازنا واقع شده و این اثر در تاریخ ۲۸ اسفند ۱۳۸۵ با شمارهٔ ثبت ۱۸۳۵۲ به‌عنوان یکی از آثار ملی ایران به ثبت رسیده است.